# Отињи Лувен ла Нев
Отињи Лувен ла Нев (фр. Ottignies-Louvain-la-Neuve) је општина у Белгији у региону Валонија у покрајини Валонски Брабант. Према процени из 2007. у општини је живело 30.188 становника.

## Становништво
Према процени, у општини је 1. јануара 2015. живело 31.261 становника.
| 1984.  | 2000.  | 2010. | 2015. |
| ------ | ------ | ----- | ----- |
| 20.216 | 27.380 | 30721 | 31261 |